# Girlfriends (seriál)
Girlfriends je americký televizní sitcom, jehož autorkou je Mara Brock Akil. Premiérově byl vysílán v letech 2000–2008, zpočátku na stanici UPN, následně na The CW (od 2006). Celkově bylo natočeno 172 dílů v osmi řadách. Girlfriends patřily k nejsledovanějším seriálům mezi černošskými diváky a byl z nich odvozen spin-off The Game.

## Příběh
Seriál je zaměřen na příběhy čtyř úspěšných žen žijících v Los Angeles, jejichž neoficiální vůdkyní je právnička Joan. Mezi její přítelkyně patří její bývalá asistentka Maya, jejich kamarádka z univerzity Lynn a Joanina kamarádka z dětství Toni.

## Obsazení
- Tracee Ellis Ross jako Joan Clayton
- Golden Brooks jako Maya Wilkes
- Persia White jako Lynn Searcy
- Jill Marie Jones jako Toni Childs-Garrett (1.–6. řada)
- Reggie Hayes jako William Dent

## Vysílání
| Řada | Díly | Premiéra v USA | Premiéra v USA  | Stanice v USA |
| Řada | Díly | První díl      | Poslední díl    | Stanice v USA |
| ---- | ---- | -------------- | --------------- | ------------- |
| 1    | 22   | 11. září 2000  | 14. května 2001 | UPN           |
| 2    | 22   | 10. září 2001  | 20. května 2002 | UPN           |
| 3    | 25   | 23. září 2002  | 19. května 2003 | UPN           |
| 4    | 24   | 15. září 2003  | 24. května 2004 | UPN           |
| 5    | 22   | 20. září 2004  | 23. května 2005 | UPN           |
| 6    | 22   | 19. září 2005  | 8. května 2006  | UPN           |
| 7    | 22   | 1. října 2006  | 7. května 2007  | The CW        |
| 8    | 13   | 1. října 2007  | 11. února 2008  | The CW        |